# Musa Pascià
Mūsā Pascià ibn Ḥasan Riḍwān (in arabo موسى باشا بن حسن رضوان‎?; fl. XVII secolo) è stato un sultano ottomano.
Il suo regno iniziò nel 1663, quando succedette al suo deposto e giustiziato fratello Husayn Pascià, e finì al termine del 1670.
 
Mūsā fu costretto dalle autorità ottomane di Istanbul a cedere il trono e fu sostituito da un funzionario nominato dalle autorità centrali. Fu l'ultimo di una lunga serie di membri della dinastia Riḍwān che amministrò la Palestina.